# Isabel de Aragón (reina de Francia)
Isabel de Aragón (1248-1271), infanta de Aragón y reina consorte de Francia.

## Familia
Fue hija de Jaime I el Conquistador, rey de Aragón y conde de Barcelona, y de su segunda mujer Violante de Hungría. Fue hermana de Pedro III de Aragón y de Jaime II de Mallorca. Sobrina por vía materna de Santa Isabel de Hungría.

## Matrimonio y descendencia
El 28 de mayo de 1262 en Clermont, Francia, se casó con el príncipe Felipe de Francia, quien ocho años después se convirtió en Felipe III de Francia. De su matrimonio nacieron:
- Luis de Francia (1264-1276)
- Felipe IV de Francia (1268-1314), Rey Felipe IV
- Roberto de Francia (1269-1271)
- Carlos de Francia, conde de Valois (1270-1325)

## Muerte
Acompañó a su marido en la que sería la Octava Cruzada y murió por una caída de caballo que sucedió en Cosenza, Calabria, Italia, cuando volvía de ésta, el 11 de enero de 1271 estando embarazada del que podría haber sido su quinto hijo. Dio a luz a un prematuro que falleció al nacer. Ella murió 17 días después a consecuencia de la caída y una probable septicemia postparto. Al haber muerto lejos de su tierra recibió el rito funerario mos teutonicus.

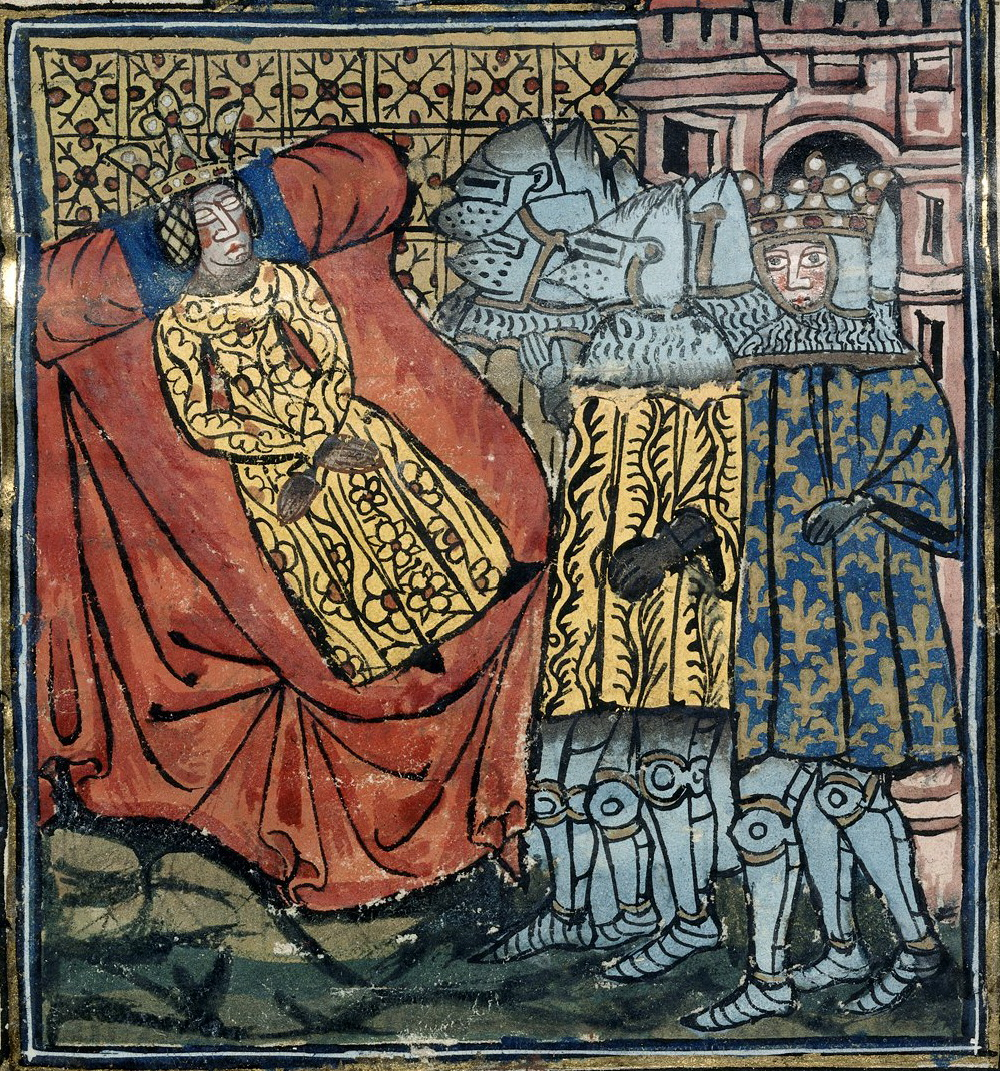
El rey Felipe III y su séquito de caballeros velan el cuerpo de la reina en un manuscrito de las Grandes crónicas de Francia.

Fue enterrada inicialmente en la Catedral de Cosenza pero más tarde fue trasladada a la necrópolis real de la Basílica de Saint-Denis y su tumba fue profanada al igual que muchas otras durante la Revolución francesa en 1793.
| Predecesor: Margarita de Provenza | Reina consorte de Francia 1270-1271 | Sucesor: María de Brabante |